# Apamea basilinea
Apamea basilinea là một loài bướm đêm trong họ Noctuidae.